# Attentats d'Orly des 13 et 19 janvier 1975

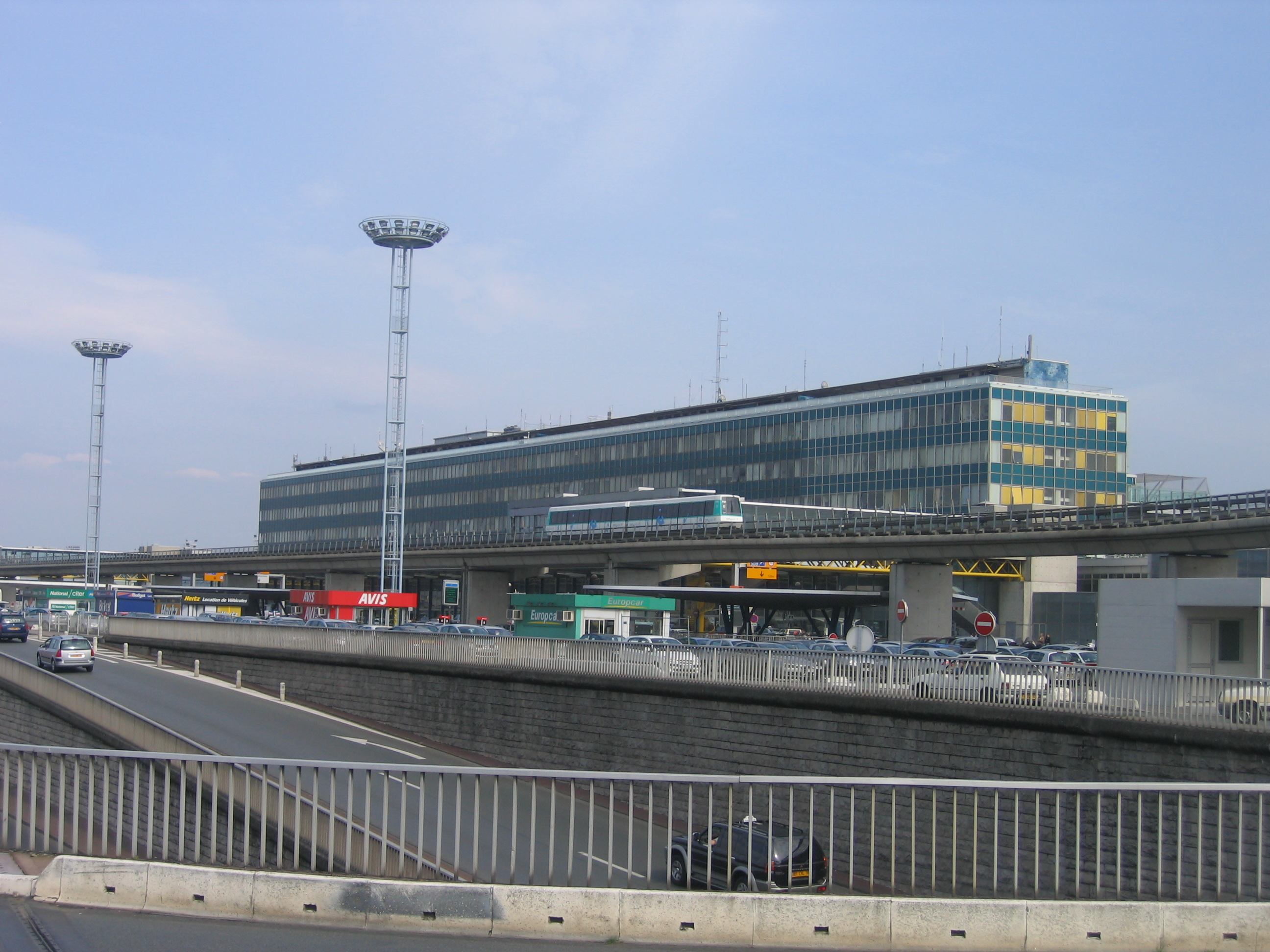
Le terminal Orly Sud

Les attentats d'Orly des 13 et 19 janvier 1975, réalisés en deux temps avec la participation du terroriste Carlos, sont un épisode important de la phase d'aggravation du terrorisme dans les années 1970.

## Histoire

### Contexte
Après son départ d'URSS en 1972, Carlos gagne Berlin où il rejoint la bande à Baader. Puis il prend contact avec Mohamed Boudia, le représentant du FPLP (Front populaire de libération de la Palestine) en Europe, qu’il avait connu à l’Université Lumumba. Celui-ci était à l’époque considéré comme « ennemi public n° 1 » par le Mossad israélien, et avait organisé un attentat contre une raffinerie à Trieste en août 1972. Carlos fait des allers retours entre Paris et Londres, et devient membre du groupe de Mohamed Boudia, directeur du « Théâtre de l’Ouest », et effectivement chef de la branche européenne du FPLP.
Mohamed Boudia est assassiné le 28 juin 1973. Michel Wahab Moukharbal, dit Chiquitin, un Libanais de 25 ans, étudiant en arts à Paris, est chargé de lui succéder à la tête de la branche européenne du FPLP, téléguidée depuis le monde arabe par Wadie Haddad. Trois semaines après la mort de Boudia, Carlos est envoyé par Wadie Haddad à Paris et devient un proche de Michel Moukharbal. Alors qu’il n’était qu’un membre comme un autre du FPLP, il devient le bras droit du nouveau chef du FPLP pour l’Europe.
La première mission de Moukarbel et de Carlos est de prendre contact avec d’autres organisations illégales ayant des fins politiques comparables et surtout des méthodes d’action proches, comme les Cellules Révolutionnaires et le Mouvement du 2 Juin en Allemagne, les Brigades rouges en Italie, l’ETA en Espagne, ou encore l’Armée rouge japonaise. Waddi Haddad s’intéresse peu aux buts de ces groupes, mais œuvre à la mise en place d'une plateforme logistique commune.
En août 1973, un hold-up est commis dans une banque de Hambourg avec des grenades provenant d'un stock volé à l'armée américaine. On découvrira plus tard que les auteurs du hold-up ont un lien avec Carlos. Le premier véritable contrat de Carlos est la tentative d’assassinat, le 30 décembre 1973, à son domicile, de Joseph Edward Sieff, président de Marks & Spencer mais aussi du congrès juif anglais.
Le 24 janvier 1974, le désormais terroriste Carlos lance une grenade contre une banque israélienne à Londres, qui fait un blessé, puis se réfugie en France.
Le 3 août 1974, il organise des attentats contre les sièges de L'Aurore, de L'Arche, de Minute et contre la Maison de la Radio, pour dénoncer une prétendue « couverture sioniste » de l'actualité. Quatre voitures piégées sont placées devant les immeubles abritant les rédactions. La quatrième n'explose pas, les trois autres ne font aucune victime. Un « commando Boudia » revendique à l'AFP les explosions mais le FPLP se déclare non solidaire de l'attentat et dément le tract portant son nom,.
Lors de la prise d'otage de l’ambassade de France à La Haye par l’Armée Rouge Japonaise, le 14 septembre 1974, Carlos et Moukarbel avaient fourni les grenades d’assaut dérobées par les Cellules Révolutionnaires dans une base américaine en Allemagne.

### La première attaque
En novembre 1974, Arafat promet à la tribune de l’ONU de renoncer à la lutte armée s’il est aidé par la communauté internationale. Wadie Haddad y voit une capitulation et envoie à Paris un commando de trois palestiniens, formé au Liban à l’usage d’armes anti-chars. Le 13 janvier 1975, Johannes Weinrich loue une voiture au nom de Fritz Müller, et conduit les trois membres du commando jusqu’à l’aéroport.
Carlos suit dans une voiture, dans laquelle Weinrich monte à son tour. Un rendez-vous est prévu pour récupérer les trois palestiniens après l’attentat. Ahmed Ammar Tarek est chargé de tirer la roquette d’une petite terrasse. Il doit finalement le faire depuis la route, rate son coup et détruit par erreur un avion yougoslave vide se trouvant derrière, venu de Belgrade. Il retourne à la voiture chercher une roquette, tire et manque une nouvelle fois, détruisant un bâtiment administratif et le véhicule proche.
Ils rejoignent la voiture de Carlos et Weinrich et s’enfuient. Septembre Noir dit être l’auteur de l’attaque, avant de démentir. Un « Commando Mohammed Boudia » revendique, expliquant que la prochaine fois, il ne manquera pas son but.

### La seconde attaque
Le gouvernement français prend au sérieux les menaces, et renforce la présence policière à Orly. Pourtant, le 19 janvier, Ahmed Ammar Tarek, Abu Nidal et Omar Raghdan Fares, reviennent et récupèrent du matériel caché dans le plafond des toilettes. Bazooka à l’épaule, ils accèdent cette fois à la terrasse, pour atteindre leur cible de plus près que la semaine précédente.
Repérés par la police, il tirent une grenade M26 dans la foule puis fuient à travers l’aéroport et prennent des passagers en otage dans les toilettes. Pendant la nuit, ils tirent dans le plafond des toilettes .
Michel Poniatowski, ministre de l’intérieur, les laisse s’enfuir, craignant un bain de sang. Ils montent dans un avion vers le Moyen-Orient, mais aucun pays, sauf finalement l’Irak, ne les laisse atterrir. Waddih Haddad quitte Aden et se replie sur Bagdad, après les attentats ratés du groupe Carlos, les 13 et 19 janvier 1975, à l'aéroport d'Orly. Le 24 mars 1975, les policiers français découvrent que c’est Johannes Weinrich qui a loué les voitures ayant servi aux attentats. Il sera remis aux Allemands de l'Ouest puis libéré pour raisons de santé.

### La participation d'Abou Nidal
C'est le premier attentat commis en France et le premier mené avec d'autres organisations par Abou Nidal, qui fait partie du commando. Jusque-là, il s'était contenté de participer à une prise d'otages et d'organiser un détournement d'avion.
Un semestre avant les tirs de roquettes d'Orly, au printemps 1974, Abou Nidal avait été expulsé de l’OLP  par Yasser Arafat. En novembre 1973, ses partisans avaient détourné sur Bagdad le vol KLM 861 (en), reliant Amsterdam à Tokyo et piloté par le capitaine Issac Risseeuw, pour empêcher son leader Yasser Arafat de continuer à discuter la tenue d’une conférence de paix à Genève. Abou Nidal opérait alors pour l'Organisation des jeunes arabes pour la Palestine, qui détourne aussi le 3 mars 1974 un avion anglais au Liban puis le 8 septembre 1974 le Boeing 707 de la TWA qui s'écrase en mer Égée avec ses 88 passagers, à cause d'une bombe placée à l'escale d'Athènes.
Dès le troisième congrès du Fatah en 1971 à Damas, Abou Nidal s’était joint à Abou Daoud (dirigeant de Septembre noir, futur responsable du massacre de Munich en 1972), pour appeler à la vengeance contre le roi Hussein, qu'Abou Daoud a ensuite tenté d'assssiner en février 1973 en Jordanie, ce qui amène Abou Nidal à exiger sa libération le 5 septembre 1973, contre 15 otages pris dans l’ambassade d’Arabie-Saoudite à Paris puis à détourner vers le Koweit un avion de la Syrianair. Abou Daoud sera relâché deux semaines plus tard et le gouvernement koweitien a versé 12 millions de dollars au roi Hussein pour cette libération. Les Irakiens lui transférèrent peu après tous les avoirs du Fatah en Irak, y compris un camp d’entrainement, une ferme, un journal, une station de radio, des passeports, des études à l’étranger et l’équivalent de 15 millions de dollars en armes puis 150 000 $ par mois que l’Irak versait à l’OLP, en plus d'une dotation de 3 à 5 millions de dollars. Arafat souhaite ménager l'image de la cause palestinienne dans le Monde en mettant fin aux attentats hors d'Israël, il obtient l'aide du président tunisien Habib Bourguiba sur plusieurs dossiers délicats et il ne tarde pas à réclamer la tête d'Abou Nidal.